# Parides
A Parides a rovarok (Insecta) osztályának lepkék (Lepidoptera) rendjébe, ezen belül a pillangófélék (Papilionidae) családjába és a madárpillangók (Troidini) nemzetségbe tartozó nem.

## Rendszerezés
A nembe az alábbi fajok tartoznak:
- Parides aeneas (Linnaeus, 1758)
- Parides agavus (Drury, 1782)
- Parides aglaope (Gray, 1852)
- Parides alopius (Goodman et Salvin, 1890)
- Parides anchises (Linnaeus, 1758)
- Parides ascanius (Cramer, 1775)
- Parides burchellanus (Westwood, 1872)
- Parides chabrias (Hewitson, 1852)
- Parides chamissonia (Eschscholtz, 1821)
- Parides childrenae (Gray, 1832)
- Parides coelus (Boisduval, 1836)
- Parides cutorina (Staudinger, 1898)
- Parides echemon (Hübner, 1813)
- Parides erithalion (Boisduval, 1836)
- Parides erlaces (Gray, 1852)
- Parides eurimedes (Stoll, 1782)
- Parides gundlachianus (C. et R. Felder, 1864)
- Parides hahneli (Staudinger, 1882)
- Parides iphidamas (Fabricius, 1793)
- Parides klagesi (Ehrmann, 1904)
- Parides lysander (Cramer, 1775)
- Parides montezuma (Westwood, 1842)
- Parides neophilus (Geyer, 1837)
- Parides nephalion (Godart, 1819)
- Parides orellana (Hewitson, 1852)
- Parides panares (Gray, 1853)
- Parides panthonus (Cramer, 1780)
- Parides perrhebus (Boisduval, 1836)
- Parides phalaecus (Hewitson, 1869)
- Parides phosphorus (Bates, 1861)
- Parides photinus (Doubleday, 1844)
- Parides pizarro (Staudinger, 1884)
- Parides polyzelus (C. et R. Felder, 1865)
- Parides proneus (Hübner, 1825)
- Parides quadratus (Staudinger, 1890)
- Parides sesostris (Cramer, 1779)
- Parides steinbachi (Rothschild, 1905)
- Parides triopas (Godart, 1819)
- Parides tros (Fabricius, 1793)
- Parides vertumnus (Cramer, 1780)
- Parides zacynthus (Fabricius, 1793)